# Södra Vedbo pastorat
Södra Vedbo pastorat är ett pastorat i Smålandsbygdens kontrakt (före 2017 Vedbo och Ydre kontrakt) i Linköpings stift i Eksjö och Nässjö kommuner i Jönköpings län. 
Pastoratet bildades 2014 genom sammanläggning av pastoraten:
- Eksjö pastorat
- Höreda pastorat
- Norra Solberga-Flisby pastorat
- Hässleby-Ingatorps pastorat

Pastoratet består av följande församlingar:
- Eksjö församling
- Höreda församling
- Mellby församling
- Hults församling, uppgick 2018 i Hult-Edshults församling[2]
- Edshults församling, uppgick 2018 i Hult-Edshults församling
- Norra Solberga-Flisby församling
- Hässleby-Kråkshults församling
- Ingatorp-Bellö församling

Pastoratskod är 021507.